# Eragrostis scabriflora
Eragrostis scabriflora är en gräsart som beskrevs av Jason Richard Swallen. Eragrostis scabriflora ingår i släktet kärleksgrässläktet, och familjen gräs. Inga underarter finns listade i Catalogue of Life.